# Centaurium phenax
Centaurium phenax är en gentianaväxtart som beskrevs av R.F. Martin och Christopher Edmund Broome. Centaurium phenax ingår i släktet aruner, och familjen gentianaväxter. Inga underarter finns listade i Catalogue of Life.